# Wilhelm August Korff
Wilhelm August Korff (* 11. Juli 1845 in  Bremen; † 25. August 1914 in Bremen-Schwachhausen) war ein deutscher Petroleumkaufmann.

## Biografie
Korff  war der Sohn des Bremer Kaufmanns Christian August Korff (1812–1885). Sein Vater betrieb eine Mineralöl- und Kolonialwarenhandlung in der Ostertorstraße 7, er hatte Packhäuser in der Bucht- und der Violenstraße und er erwarb 1865 die Mineralöl- und Paraffinfabrik H. Waltjen & Co Auf der Stephanikirchweide. Er gründete das Handlungs- und Fabrikgeschäft Christian August Korff. Ab um 1870 wurde raffiniertes Öl eingeführt. Um 1877 war das Kaiseröl als Leuchtmittel sein Hauptprodukt und ab um 1881 wurde vermehrt Schmieröl hergestellt.
Wilhelm August Korff arbeitete in dem Unternehmen; ab 1885 leitete er die Firma. Da die ständig wachsende Betriebsstätte Auf der Stephanikirchweide nicht mehr ausreichte, wurden Betriebsbereiche in Brake angesiedelt. Der Export nahm inzwischen den größten Anteil der Produktion ein. 1887 wurde das Unternehmen umgewandelt zur Petroleum-Raffinerie, vormals August Korff AG. Eine wichtige Aufgabe war nun die Bereitstellung von Eisenbahntankwagen, Tankleichter und Tanker sowie die Unterhaltung von Tanklagern. Korff wurde in Bremen als „Petroleumkönig“ bezeichnet.
1890 gründeten die Brüder Carl Schütte und Franz Schütte sowie Wilhelm Anton Riedemann und die Rockefeller-Firma Standard Oil Company die Deutsch-Amerikanische Petroleum Gesellschaft (DAPG) (heute Esso Deutschland). 1893 erwarb die Firma die Mehrheit an der  Petroleum-Raffinerie, vormals August Korff AG. 1910 schied Korff aus dem Vorstand aus. Das Unternehmen bestand weiter, erlitt im Zweiten Weltkrieg schwere Bombenschäden, war ab um 1951 in Liquidation und ging 1954 an Esso (ehemals DAPG).

### Familie
Korff war verheiratet mit Agathe Amalie Mathilde Caroline Korff (18601–1944). Beide hatten zwei Kinder: Hermann August Korff (1882–1963, Germanist) und Elfriede Berta von Helmersen (1885–1966).
1903 baute Korff in Schwachhausen Parkallee 79/81 Ecke Wachmannstraße seine große Villa Korff nach Plänen von Friedrich Wellermann und Paul Frölich sowie Gartenarchitekt Christian Roselius.
Die Familie Korff bewohnte zudem ihre 1891 erstellte Sommerresidenz, das Korff’sche Landhaus – auch Villa Agathe genannt – im Oslebshauser Park (früher Korffs Park bzw. Korff’s Holz) nach Plänen von Eduard Gildemeister und Wilhelm Sunkel. Das zweigeschossige Landhaus wurde nach Umbauten stark verändert und überformt und wurde von der heutigen Oberschule im Park als Förderzentrum genutzt. In dem auch noch vorhandenen, zweiteiligen Hofmeierhaus aus Fachwerk im Schweizerhausstil wohnte ganzjährig  der Gutsverwalter und es wurden hier die Kutschen untergestellt.
Korffs Witwe zog nach Wiesbaden um und Bremen erwarb um 1931 das Korff’s Holz; der Oslebshauser Park entstand danach.
Korff wurde auf dem Friedhof Bremen-Riensberg beerdigt; so auch seine Frau.